# Benjamin Bradshaw
Pour les articles homonymes, voir Bradshaw.
Benjamin Bradshaw (né le 15 août 1879 et mort le 19 avril 1960) est un lutteur sportif américain.

## Biographie
Benjamin Bradshaw obtient une médaille d'or olympique, en 1904 à Saint-Louis en poids lourds.